# 皮利 (色萨利大区)
皮利（希臘語：Πύλη）是希腊色萨利大区特里卡拉专区的市镇。市镇面积为748.9平方公里，2021年人口数量为20,000人。
现今范围的市镇设立于2011年地方政府改革中，由原7个市镇合并而成，原市镇则成为此市镇的7个市区。皮利市区（即原皮利市镇）的面积为100.075平方公里，2021年人口数量为5,000人。